# Melittia faulkneri
Melittia faulkneri is een vlinder uit de familie wespvlinders (Sesiidae), onderfamilie Sesiinae.
Melittia faulkneri is voor het eerst wetenschappelijk beschreven door Eichlin in 1992. De soort komt voor in het Neotropisch gebied.